# Avispa Fukuoka
El Avispa Fukuoka (アビスパ福岡 Abisupa Fukuoka?) es un club de fútbol japonés de la ciudad de Fukuoka, capital de la prefectura de Fukuoka en el extremo norte de la isla Kyushu. Juega actualmente en la J1 League de Japón.

## Historia

### Fujieda Blux (1982-1994)
Fue fundado en 1982 como el equipo de la empresa de seguridad Chuo Bohan en la ciudad de Fujieda, Shizuoka. Durante su paso por los campeonatos semiprofesionales no tuvo una trayectoria destacada, y no logró su ascenso hasta la máxima categoría de la Japan Football League (llamada "antigua JFL") en 1993. Con la intención de ser un equipo profesional modificaron su nombre por el de Fujieda Blux, pero las dificultades para encontrar un buen estadio y la fuerza de otros equipos de la región como Shimizu S-Pulse y Júbilo Iwata hicieron que Fujieda Blux se trasladase a Fukuoka, donde había demanda de fútbol. Tras cambiar su nombre por el de Fukuoka Blux, consiguieron su ascenso en 1995 como campeones de la JFL.

### Avispa Fukuoka (1995-actualidad)
En su debut en la temporada 1995 de la J. League, el equipo adoptó su nombre actual de Avispa Fukuoka. En sus primeras temporadas Fukuoka pasó a ocupar la parte baja de la tabla y no sobrepasó la segunda mitad de la tabla. Su mejor temporada se produjo en el año 2000, cuando Avispa terminó en la sexta posición en segunda ronda liderado por jugadores como David Bisconti.
Para el año 2001 Avispa Fukuoka descendió a la segunda división. El equipo tuvo que reconstruirse por completo, y no recobró la forma que tenía hasta el año 2005 que volvieron a ascender. Su regreso fue efímero, ya que solo permanecieron una temporada al descender tras quedar antepenúltimos y perder la promoción de permanencia. En 2010 ascendieron a la máxima categoría.

## Jugadores

### Jugadores en préstamo
| Prestados |

### Jugadores destacados
La siguiente lista recoge algunos de los futbolistas más destacados de la entidad.
| Japón - Hitoshi Tomishima (1994-1995) - Hiroyuki Yoshida (1995) - Koichiro Nagatomo (2001-2002) - Asuka Tateishi (2002-2005) - Kohei Miyazaki (2002-2007) - Hiromasa Suguri (2005) - Kyohei Oyama (2008-2010) - Eita Kasagawa (2009-2015) - Takehiro Tomiyasu (2015-2017) |

## Palmarés
- Copa J. League
  - Campeones: 2023
- Japan Football League/J2 League (Segunda División)
  - Campeones: 1995
  - Subcampeones 2005, 2020
- Japan Football League Division II (Tercera División)
  - Campeones: 1992
- Copa Nacional Amateur Japonesa
  - Ganadores: 1989, 1990

## Rivalidades
Derbi de Fukuoka
Este derbi enfrenta a los dos equipos más importantes de la prefectura de Fukuoka, el Avispa Fukuoka y el Giravanz Kitakyushu.
Derbi de Kyushu
El derbi de Kyushu considera a todos los enfrentamientos de los clubes de la región de Kyushu con excepción del derbi de Fukuoka, es decir que en el participan el Avispa Fukuoka, Giravanz Kitakyushu, Sagan Tosu, V-Varen Nagasaki, Roasso Kumamoto, Oita Trinita y Kagoshima United.